# Attracteur des séries temporelles
L'attracteur des séries temporelles est une notion économétrique introduite par Granger et Hallman en 1991. Ce concept complète les résultats établis notamment par Granger et Engle en 1987 sur la connexion entre les modèles de cointégration et les modèles à correction d'erreur. L'attracteur sériel est défini dans ce cas comme la vitesse de convergence d'un processus aléatoire vers son équilibre de long terme, ou encore un espace où plusieurs séries temporelles convergent,.